# Nous aurons demain
Chansons représentant la Suisse au Concours Eurovision de la chanson
Cielo e terra
(1960) Le Retour
(1962)
Nous aurons demain est la chanson représentant la Suisse au Concours Eurovision de la chanson 1961. Elle est interprétée par Franca di Rienzo.

## Histoire
La chanson est la dixième de la soirée, suivant Printemps, avril carillonne interprétée par Jean-Paul Mauric pour la France et précédant September, gouden roos interprétée par Bob Benny pour la Belgique.
À la fin des votes, la chanson reçoit 16 points et prend la troisième place sur seize participants.